# Хулань
Хула́нь (кит. упр. 呼兰, пиньинь Hūlán) — район городского подчинения города субпровинциального значения Харбин провинции Хэйлунцзян (КНР). Район назван по реке Хуланьхэ, которая в этом месте впадает в Сунгари.

## История
Это — один из наиболее богатых историей участков Харбина: город Хулань был основан в 1734 году, он был резиденцией Хуланьского фудутуна.
Хулань был в числе первых районов центральной маньчжурии (бассейна Амура/Сунгари) официально открытых для колонизации китайскими крестьянами. Это случилось в 1860 г, по предложению хэйлунцзянского цзянцзюня (военный генерал-губернатор; на этом посту в 1859—1867 гг) Тэбцина (кит. 特普欽, Тэпуцинь). Мотивацией такой перемены в официальной политике (до того времени строго ограничивающей миграцию китайцев к северу от Ивовой изгороди) служила надежда, что увеличение населения в Маньчжурии предотвратит дальнейшую территориальную экспасию России (которая только что присоединила Приамурье и Приморье), и увеличит доходы местной казны, позволив  наконец выплатить задолженность по жалованию знамённым войскам.
В 1904 году была образована Хуланьская управа (呼兰府), а после Синьхайской революции управа в 1913 году была ликвидирована, а вместо неё образован уезд Хулань (呼兰县).
В 1931 году Маньчжурия была оккупирована японскими войсками, а в 1932 году было образовано марионеточное государство Маньчжоу-го. В 1934 году было введено деление Маньчжоу-го на 15 провинций и 1 особый город, и уезд Хулань оказался в составе провинции Биньцзян.
В 1945 году Маньчжурия была освобождена Советской армией. После войны правительство Китайской республики приняло программу нового административного деления Северо-Востока, и уезд Хулань оказался в составе провинции Сунцзян.
После образования КНР новое правительство тоже взялось за административный передел Северо-Востока, и в 1954 году провинция Сунцзян была ликвидирована, а её земли вошли в состав провинции Хэйлунцзян. В 1958 году уезд Хулань был передан в подчинение правительству Харбина. В 1965 году он был выведен из-под городской юрисдикции, но в 1983 году вновь вернулся в подчинение городским властям. В 2004 году уезд был расформирован, а на его территории был образован район городского подчинения.

## Административное деление
Район Хулань делится на 8 уличных комитетов, 8 посёлков и 3 волости.
| №  | Название  | Название (кит.)  | Статус          | Население чел. (2010) | На карте                         |
| -- | --------- | ---------------- | --------------- | --------------------- | -------------------------------- |
| 1  | Сюэюаньлу | 学院路街道办事处 | уличный комитет | 91896                 | 45°53′23″ с. ш. 126°35′07″ в. д. |
| 2  | Ланьхэ    | 兰河街道办事处   | уличный комитет | 79276                 | 45°53′23″ с. ш. 126°35′07″ в. д. |
| 3  | Канцзинь  | 康金街道办事处   | уличный комитет | 76443                 | 46°11′52″ с. ш. 126°48′17″ в. д. |
| 4  | Хулань    | 呼兰街道办事处   | уличный комитет | 69582                 | 45°53′23″ с. ш. 126°35′07″ в. д. |
| 5  | Лиминь    | 利民街道办事处   | уличный комитет | 66706                 | 45°53′23″ с. ш. 126°35′07″ в. д. |
| 6  | Цзяньшэлу | 建设路街道办事处 | уличный комитет | 35624                 | 45°53′23″ с. ш. 126°35′07″ в. д. |
| 7  | Мэнцзя    | 孟家乡           | волость         | 33554                 | 46°03′42″ с. ш. 126°33′08″ в. д. |
| 8  | Байкуй    | 白奎镇           | поселок         | 29684                 | 46°21′52″ с. ш. 126°59′50″ в. д. |
| 9  | Фантай    | 方台镇           | поселок         | 28096                 | 46°05′22″ с. ш. 126°55′54″ в. д. |
| 10 | Янлинь    | 杨林乡           | волость         | 27799                 | 46°04′43″ с. ш. 127°08′02″ в. д. |
| 11 | Шижэнь    | 石人镇           | поселок         | 27018                 | 46°17′36″ с. ш. 126°53′28″ в. д. |
| 12 | Даюн      | 大用镇           | поселок         | 26768                 | 46°16′27″ с. ш. 126°43′15″ в. д. |
| 13 | Шуанцзин  | 双井街道办事处   | уличный комитет | 25534                 | 46°02′14″ с. ш. 126°43′15″ в. д. |
| 14 | Сюйбу     | 许卜乡           | волость         | 25495                 | 46°09′48″ с. ш. 126°40′51″ в. д. |
| 15 | Чанлин    | 长岭镇           | поселок         | 25365                 | 46°02′43″ с. ш. 126°38′27″ в. д. |
| 16 | Ляньхуа   | 莲花镇           | поселок         | 25171                 | 46°20′21″ с. ш. 126°47′23″ в. д. |
| 17 | Эрба      | 二八镇           | поселок         | 23961                 | 46°06′48″ с. ш. 127°01′47″ в. д. |
| 18 | Шэньцзя   | 沈家镇           | поселок         | 23873                 | 46°05′35″ с. ш. 126°45′55″ в. д. |
| 19 | Яобу      | 腰卜街道办事处   | уличный комитет | 22689                 | 45°53′23″ с. ш. 126°35′07″ в. д. |